# 淡黄腰柳莺
淡黄腰柳莺（学名：Phylloscopus chloronotus）为柳莺科柳莺属的鸟类，分布于中国西藏、四川北部和云南，以及喜马拉雅山脉西北部和西部。
淡黄腰柳莺繁殖于中高海拔的针叶林或混交林，最高见于海拔4200m处繁殖；为夏候鸟，越冬于东南亚北部和南亚次大陆北部。常单独活动，冬季也集小群活动。
淡黄腰柳莺曾作为黄腰柳莺（Phylloscopus proregulus）的青藏亚种，后据鸣声等差异提升为种。相较黄腰柳莺，其头顶中央冠纹和翼带的颜色较淡。形态上与四川柳莺也极相似，可以鸣声区分。